# フュマージュ

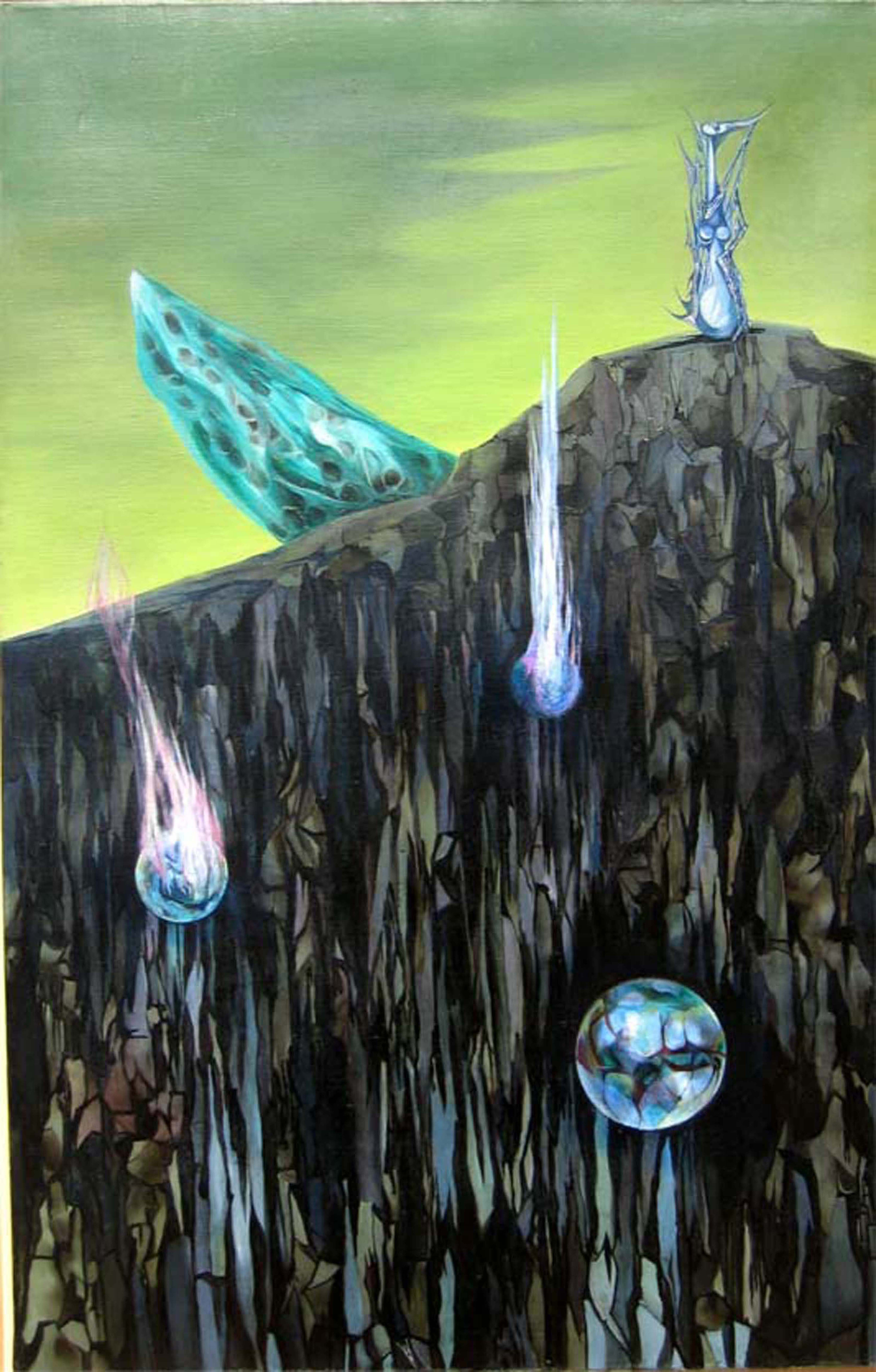
ヴォルフガング・パーレン『禁じられた国』(1936年 - 1937年)

フュマージュ（Fumage）とは、紙やカンバスにろうそくや石油ランプの煙で絵を描くシュルレアリスムの技法である。ヴォルフガング・パーレンによって広まった。

## 歴史
1936年、パーレンは最初のフュマージュ作品『Dictated by a Candle』をロンドンで開かれた国際シュルレアリスム展覧会に出品する。同年、パーレンはフマージュの油彩画『禁じられた国』を描く（翌年に完成）。それを受けて他のシュルレアリスム画家、ロベルト・マッタ、さらにはサルバドール・ダリもフューマジュを使いはじめる。ダリはこの技法を「スフマート」と呼んだ。この技法を用いた画家には、アルベルト・ブッリ、ブーハン・チャヒト・ドーアンチャイ、ジリ・ゲオルグ・ドコピル、イアン・ヒューゴ、イヴ・クライン、オットー・ピエネなどがいる。

## 映画に描かれたフュマージュ
アナイス・ニンの小説を映画化した映画『ヘンリー＆ジューン　私が愛した男と女』（1990年）で、アナイスの夫ギラー（イアン・ヒューゴ）がフュマージュを使っている場面が出てくる 。

## 研究
画家・著者・教育者のメアリー・フラナガンはフュマージュと紅茶占い（茶葉占い）、ロールシャッハ・テストを比較した 。